# Manuel Enrique Araujo
Pour les articles homonymes, voir Araújo (homonymie).
Manuel Enrique Araujo (né le 12 octobre 1865 dans la Hacienda El Condadillo, département d'Usulután, Salvador, et mort à San Salvador, Salvador, le 9 février 1913) est un médecin et homme politique salvadorien. Il est président de la République du Salvador entre 1911 et 1913.
Il est le seul président assassiné dans l'exercice de ses fonctions de l'histoire de ce pays. Il a assumé le pouvoir au cours de la période historique connue sous le nom de l'Estado cafetalero, l'État du café, pendant laquelle le gouvernement et la société ont été largement influencés par un groupe d'investisseurs et de grands commerçants qui ont participé au développement du pays, mais ont aussi contribué à générer des inégalités importantes au sein de la société salvadorienne.
Araujo, médecin de profession, a introduit une série de réformes sociales et économiques au cours d’une période marquée par la répression et la violence contre les minorités. Ces mesures incluent la stabilisation des finances publiques de l'État, l'augmentation des taxes sur les exportations de café, des réformes importantes dans les forces armées et la création de la garde nationale ; En outre, lors de son administration, une loi sur les accidents du travail a été adoptée pour la première fois. Dans le domaine des relations extérieures, il s'est opposé à la politique d'ingérence des États-Unis au Nicaragua, ce qui sera poursuivi par son successeur, Carlos Meléndez.
La politique réformiste d'Araujo a été en partie interrompue par son meurtre, commis par trois personnes, condamnées et fusillées peu de temps après, bien que la cause et les commanditaires du crime n'aient jamais été clairement identifiés.

## Biographie

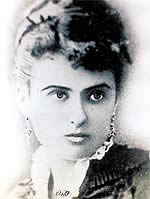
Doña María Peralta de Araujo

Lanuel Enrique Araujo naît le 12 octobre 1865 dans la Hacienda El Condadillo, dans le département d'Usulután, au Salvador. La famille de Manuel Enrique Araujo fait partie de l'élite commerçante du pays, faisant fortune dans le café. Ses parents sont Manuel Enrique Araujo et Juana Rodríguez de Araujo, dont les familles étaient d'origine basque et portugaise. Il était le plus jeune de ses sept frères et sœurs.
Il est baptisé à Alegría, bien qu'il se considère originaire de Jucuapa. En 1887, il épouse María Peralta Lara, fille de l'ancien président José María Peralta. Il se consacre à la culture du café et devient en 1910 le plus important producteur du pays, avec sa ferme Galingagua, située à San Agustín, dans le département d'Usulután.
Il termine ses études de médecine à l'université du Salvador, sous la tutelle du docteur Emilio Álvarez. Il obtient son doctorat en pharmacie avec une spécialisation en chirurgie, neurologie et pathologie exotique en 1891, et poursuit ses études en Europe,. Il publie plusieurs œuvres sur ce continent, et est reconnu pour les deux petits instruments qu'il a inventés pour faciliter l'accouchement. Il est également le premier à réussir une opération de goitre au Salvador. Il est responsable du service de chirurgie de l'hôpital national de Rosales, avec les médecins Francisco Guevara et Tomás G. Palomo, et est considéré comme l'un des pionniers de cette branche de la médecine dans le pays,.
Selon le diplomate Guillermo Trabanino, Araujo « était un homme de forte personnalité, à la fois attentionné, gentil et respectueux, avec ses étincelles de bonne humeur ». Médecin, il ne facture pas la consultation ou les opérations aux pauvres, et continue à exercer une fois à la présidence.

### Présidence

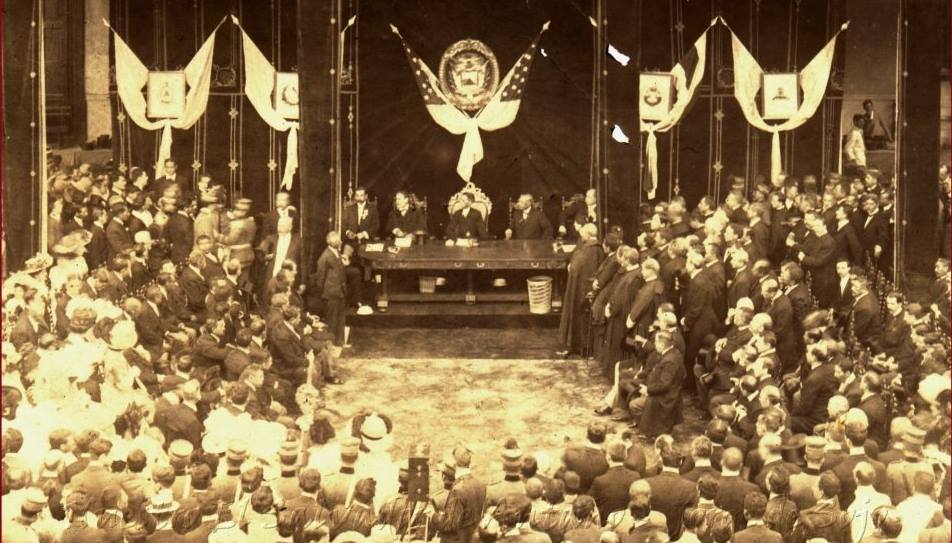
Cérémonie d'investiture présidentielle de Manuel Enrique Araujo au Palais national, 1911.

Manuel Enrique Araujo s'est présenté aux élections présidentielles de 1911 à 1915, avec le soutien du président sortant Fernando Figueroa ; il avait occupé le poste de vice-président sous sa mandature. Son adversaire était Esteban Castro.Cependant, Figueroa n’a tout d’abord pas soutenu sa candidature, car il lui préférait Francisco Dueñas, qu'il pense plus à même de servir les « intérêts des États-Unis », comme il l’indique lui-même au Département d’État de ce pays.
Araujo avait été maire de San Salvador et avait également été nommé à l'assemblée constituante de 1886, à laquelle il ne pouvait assister car il était trop jeune. Il a remporté l'élection présidentielle à une écrasante majorité et a pris ses fonctions le 1er mars 1911. Son vice-président est Onofre Durán. En fait, il semblerait qu'Araujo ait refusé que son frère Rosendo soit élu à ce poste par l'Assemblée législative, afin d'éviter d'être accusé de tenter de créer une « dynastie ».
Une fois président, il compose son cabinet en nommant de nombreux universitaires à des postes clés : Teodosio Carranza, ministre de l’Intérieur ; Rafael Guirola, ministre des finances ; Francisco Dueñas, ministre des Affaires étrangères, remplacé par Manuel Castro ; le général et ingénieur José María Peralta Lagos, ministre de la Guerre ; Eusebio Bracamonte, sous-secrétaire à la guerre. Dans le manifeste présenté à l'Assemblée législative du Salvador, le jour où il a pris la présidence, il écrit : « ... quand il s'agit de la nation, moins de force devrait avoir la primauté de l'exercice du pouvoir, parce que la nation n'est pas de tel ou tel parti, mais appartient à tous, et tous doivent offrir le meilleur de ce qu'ils ont. »

#### Politique économique

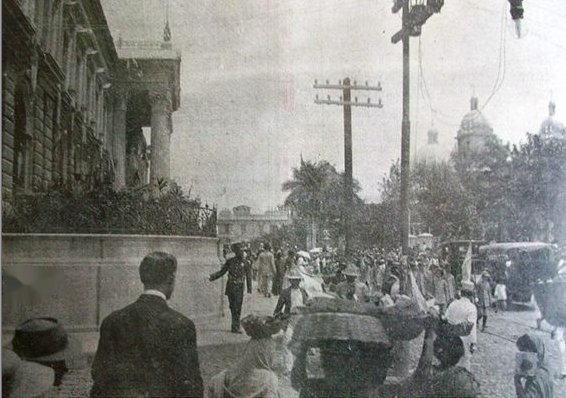
Centre de San Salvador, 1910

Au moment de son arrivée au pouvoir, la situation financière du pays était difficile. Il a décidé de réorganiser les finances de l'État avec plusieurs mesures, notamment la suppression des charges publiques considérées comme inutiles, la révision des contrats et la hausse de la taxe sur le café (il était lui-même cultivateur de café). Cette taxe consistait à taxer 30 centimes de dollar or par quintal de café exporté ; en outre, les taxes sur les importations ont été augmentées de 14 %. Araujo a réussi à normaliser les paiements du gouvernement, à embaucher du nouveau personnel et à recouvrer le crédit du pays, de sorte que les banquiers nationaux et étrangers lui ont fait des offres de prêts, qu'il n'a toutefois pas acceptées.
Outre la réorganisation des finances publiques, Araujo a réalisé des travaux importants au cours de son mandat présidentiel. Parmi eux figurent l'inauguration du chemin de fer de San Miguel à La Unión, à côté du port d'El Triunfo . Dans le domaine de l'agriculture, il a créé un ministère dédié.

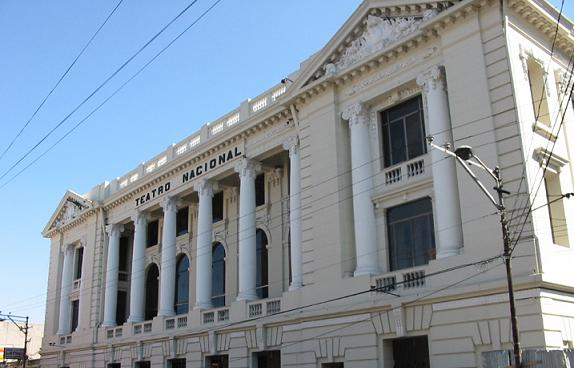
Le théâtre national de San Salvador a commencé à être construit sous la présidence d'Araujo.

#### Politiques sociales

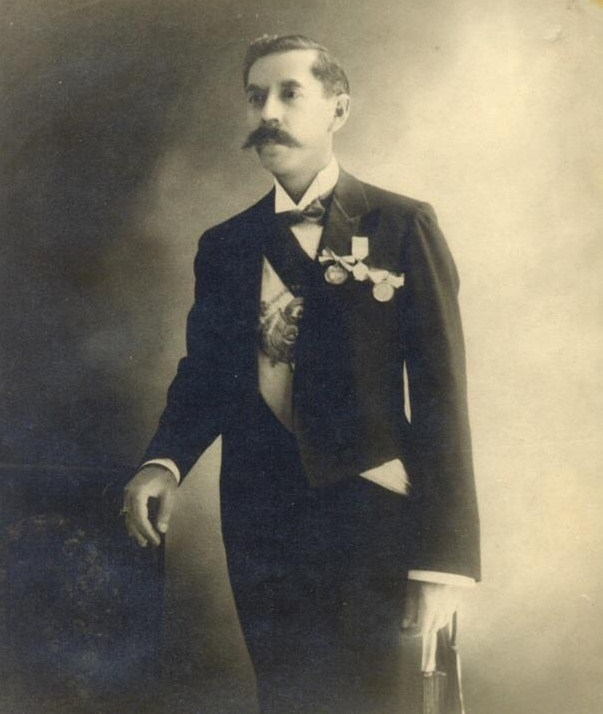
Araujo en tenue présidentielle, en 1911.

Dans le domaine de l’éducation, des récompenses ont été créées pour les étudiants, dans le secondaire et à l'université, et beaucoup d’entre eux ont été envoyés à l’étranger, tant aux États-Unis qu’en Europe.La Quinta Natalia située dans le quartier de San Jacinto a également été achetée par le gouvernement,souhaitant y  établir une école normale ; mais ce bâtiment deviendra, après son mandat, la Maison présidentielle.
En matière de travail, une loi sur les accidents du travail a été promulguée pour la première fois dans l'histoire du Salvador. Bien qu'elle ne protège pas les salariés ruraux, il oblige l'État et les employeurs à se partager la responsabilité pour ce qui concerne l'indemnisation des travailleurs handicapés en raison d'accidents du travail,.
Dans le domaine de la santé, Araujo a entrepris la construction de la faculté de médecine de l'Université du Salvador, surnommée La Rotonda, achevée en mars 1913 et située en face de l'hôpital national de Rosales,. Il a également amené l'introduction d'innovations dans les sections de dentisterie et de pharmacie.
Il est aussi à l'origine de la construction du Théâtre national de San Salvador, dont il a lui-même posé symboliquement la première pierre le 3 novembre 1911 ; il en est de même pour l'Institut d'histoire naturelle, le 31 août 1911, remplaçant le Musée national. D'autre part, en 1912, sont créés sous son égide l'Académie de dessin et de peinture de Carlos Alberto Imery , et l'Athénée du Salvador

#### Sécurité publique et force armée
Araujo crée la Garde nationale le 3 février 1912, sur le modèle de la Garde civile espagnole. Cette division constitue une sorte de police rurale dont la mission première est la lutte contre les bandes de hors-la-loi qui étaient alors nombreuses sur le territoire. Elle existe jusqu'à la fin de  la guerre civile, dans les années 1990 . L’armée salvadorienne a également fait l’objet de réformes avec le recrutement de conseillers étrangers venus d’Espagne et du Chili pour assurer l’éducation et la formation de son personnel,,. L'état-major central de l'armée est par ailleurs créé sous sa présidence.

#### Relations internationales
En ce qui concerne les relations internationales, les liens avec les pays voisins étaient voulus fraternels. Fervent libéral, il croyait en l'Union de l'Amérique centrale et en l'intégrité de ses États. Il était de ce fait très critique à l'égard de l'ingérence des États-Unis en Amérique latine, et des pays qui s'en accommodaient. Il envoie par exemple une lettre de protestation au président américain William Taft pour dénoncer l'ingérence américaine dans les affaires politiques du Nicaragua. Il propose à ce pays une coopération économique et financière pour le « règlement de ses engagements ». Son équipe diplomatique est composée de Federico Mejía, à Washington, d'une grand diplomate José Gustavo Guerrero, à Paris, de Patrocinio Guzmán Trigueros, en Italie, et l’essayiste Alberto Masferrer, en Belgique, un intellectuel très critiques des inégalités sociales de l'époque.

#### Symboles patriotiques et centenaire du mouvement du 5 novembre 1811

Le drapeau du Salvador, adopté en 1912, est similaire au drapeau de la République fédérale d'Amérique centrale.

Pendant le mandat de Manuel Enrique Araujo, l’histoire du Salvador est marquée par deux événements importants. À l’initiative du président, les armoiries et le drapeau salvadoriens ont été adoptés, remplaçant ceux créés en 1865. Les deux éléments s'inspirent des couleurs d'origine de la République fédérale d'Amérique centrale : leurs formes sont choisies à l'issue d'un concours remporté par le calligraphe Rafael Barraza. Ces symboles nationaux sont officialisés le 15 septembre 1912 à Campo Marte à San Salvador, en présence du président, qui inaugure en public le nouveau pavillon national,. Il est possible que le changement soit dû au fait que le drapeau précédent était assez similaire à celui des États-Unis.
L’autre événement important est la célébration du centenaire du premier mouvement d’indépendance à San Salvador en 1811, qui s’est déroulé le 5 novembre. La célébration de l'anniversaire a lieu entre le 3 et le 7 novembre 1911. Y sont conviés des personnalités politiques d'Amérique centrale : des congrès et des jeux floraux sont organisés et un monument est érigé sur la Plaza Libertad. Tout cela a lieu dans un moment de stabilité économique, lié aux prix élevés du café, mais ces cérémonies contrastent avec l'état de pauvreté d'une grande partie de la population salvadorienne. En outre, une certaine instabilité politique règne alors, le président ayant subi deux tentatives de coup d'État vraisemblablement initiées par Prudencio Alfaro un ennemi politique de l'ancien président Fernando Figueroa.

#### L'«État du café»

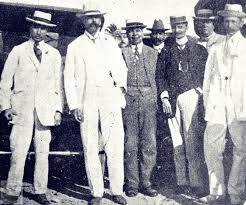
Rafael Guirola Duke, Manuel Enrique Araujo, Teodosio Carranza, David Rosales, Manuel Castro Ramirez et Mauricio Duke. 1911.

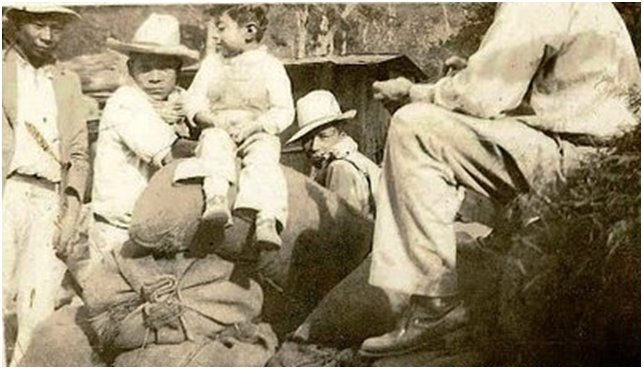
Enfants autour d'un sac de café dans l'un des domaines du volcan Santa Ana, 1910

Depuis les dernières décennies du XIXe siècle, la culture du café a commencé à se développer sur le territoire salvadorien. Les bénéfices générés par cette nouvelle activité économique ont profité à un petit groupe d’investisseurs et de commerçants, générant une nouvelle phase de développement dans la société. La culture politique et économique du pays est influencée par le courant positiviste, appliqué par ceux qui se désignaient comme « libéraux ». Ils estiment nécessaire de faire progresser le pays et de laisser derrière eux les anciens schémas de colonisation espagnole.
Une réforme importante pour favoriser l'expansion de cette culture et celle du sucre est mise en route par la privatisation des terres, et la suppression des terres communales (éjido) depuis les années 1880. La mesure a abouti à l'exclusion de nombreux paysans de la propriété et à une croissance urbaine importante liée à l'exode qui en a résulté. Des groupes de populations marginalisées ont proliféré, et la misère s'y est développée, générant violence et prostitution,.
Quand Araujo a pris la présidence du Salvador, des flambées de violence ont lieu, dans les zones touchées par les conditions économiques difficiles et l'exclusion sociale. Les deux administrations présidentielles précédentes avaient été peu efficace sur ce point, n'y accordant que peu d'importance.
Au contraire, Araujo était concerné par cette situation. Avant de prendre le pouvoir, il s'était engagé auprès des artisans à améliorer les conditions de travail. Il déclare dans le Diario del Salvador du 17 juin 1911, qu'il essayerait de mettre en œuvre des mesures en faveur des plus défavorisés, tels que la création d'un mont-de-piété, une assistance médicale gratuite dans les villes autochtones, et la distribution de terrains à prix contrôlé.
Cependant, si le gouvernement cherchait à satisfaire les revendications sociales, il avait aussi pour objectif de renforcer et de professionnaliser l'appareil répressif de l'État, ce qui s'observe notamment à travers la création de la Garde nationale.
La politique d'Araujo allait à l'encontre de la vision traditionnelle des dirigeants du pays, qui avaient l'habitude de faire de la réduction des taxes à l'exportation l'un de leurs objectifs centraux, il en est de même pour la baisse de la dépendance aux emprunts extérieurs. Il a également essayé de donner plus d'autonomie et de pouvoir à ses fonctionnaires, s'opposant à l'influence de l'élite sur les décisions de l'appareil d'État,.
La politique réformiste entreprise par Manuel Enrique Araujo a été stoppée par son meurtre ; personne n'a réussi à en assurer la continuité, en partie à cause du faible poids politique de ceux qui étaient dans son cabinet. Pour Rafael Lara Martínez, « sa mort scelle la dissolution de cette triple alliance : unionisme-anti-impérialisme-nationalisme ».

## Assassinat
Le soir du 4 février 1913, Manuel Enrique Araujo est assis sur un banc du côté nord-est du parc Bolívar (place Gerardo Barrios). Il est accompagné de son neveu Tomás Peralta, et de ses amis Francisco et Carlos Dueñas. L'atmosphère est animée par un concert de l'orchestre Banda de los Supremos Poderes, dirigé par le maestro José Ferrer.
Vers 20h30, trois hommes se sont jetés sur Araujo, une machette à la main, et deux coups de feu sont tirés dans la confusion générale. Le président reçoit une balle sous l'omoplate droite ; une blessure au dos et trois blessures par armes tranchantes à la tête dont une a traversé le crâne.
Toujours blessé, Araujo peut marcher seul, mais ses amis l'avaient forcé à se rendre chez Mercedes, la veuve de Meléndez, où il est pris en charge par des médecins. Entre le 5 et le 8 février, le président est dans la résidence présidentielle et, malgré la gravité de sa condition, peut encore communiquer et se déplacer pendant de brefs instants.Le Diario Oficial du 7 février indique que son état "s'améliore sensiblement".
Le matin du 9 février, Araujo signe un décret transférant la présidence à Carlos Meléndez, le vice-président Durán ayant refusé de le remplacer. Le même jour, il est opéré à l'hôpital de Rosales, où des fragments d'os sont extraits dans le sinus frontal. Onze médecins participent à l'opération. Cependant, la plaie finit par s'infecter et Araujo tombe dans le coma, mourant à 3h30 de l'après-midi.

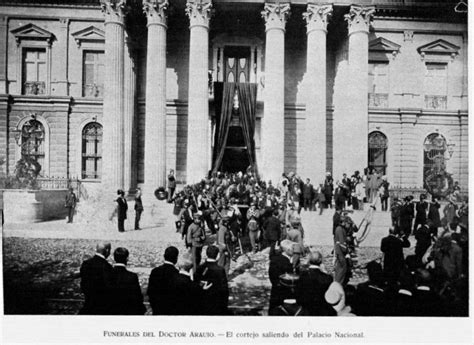
Funérailles d'Araujo.

Le corps du président est embaumé et exposé dans la salle bleue du palais national. Lors de ses obsèques, qui ont eu lieu le 12 février à onze heures et demie du matin, environ 15000 ont participé, soit environ un tiers de la population de San Salvador à cette époque. Le gouvernement ordonne la création du « Panthéon des Grands Hommes » sur le site où sera enterré son corps, qui prendra finalement le nom de Cimetière des illustres.
Trois personnes sont arrêtées consécutivement à l'assassinat : Fabian Graciano, Fermín Pérez et Virgilio Mulatillo, tous paysans. Après un procès sommaire, ils sont exécutés par balle 13 jours après le meurtre. Le commandant Fernando Carmona est arrêté. On l'accuse d'être l'auteur du tir qui a touché Araujo. Il meurt trois jours après son incarcération, probablement par suicide.
Plusieurs hypothèses furent avancées pour expliquer le meurtre du président. L'une d'entre elles lit le meurtre au fait qu'il était réputé entretenir plusieurs relations avec des femmes. Une autre accuse Prudencio Alfaro, qui aurait bénéficié du soutien du président guatémaltèque Manuel Estrada Cabrera, lequel avait mené une guerre contre le Salvador en 1906. D'autres pointent du doigt des membres de la famille Meléndez, car ces derniers vont prendre le pouvoir pendant 18 ans après son décès, dans une configuration presque dynastique. Mais l'historien Enrique Kuny Mena rejette cette hypothèse car il existait de bonnes relations entre les familles Araujo et Meléndez. En outre, Carlos Meléndez avait été l'un des plus fervents promoteurs de la candidature à la présidence d'Araujo. Il n'est pas exclu que l'attaque ait à voir avec les réformes mises en œuvre, interrompues à sa mort.
Quoi qu’il en soit, les causes du meurtre et ses commanditaires n’ont jamais été identifiés. L'enquête a rapidement été close.

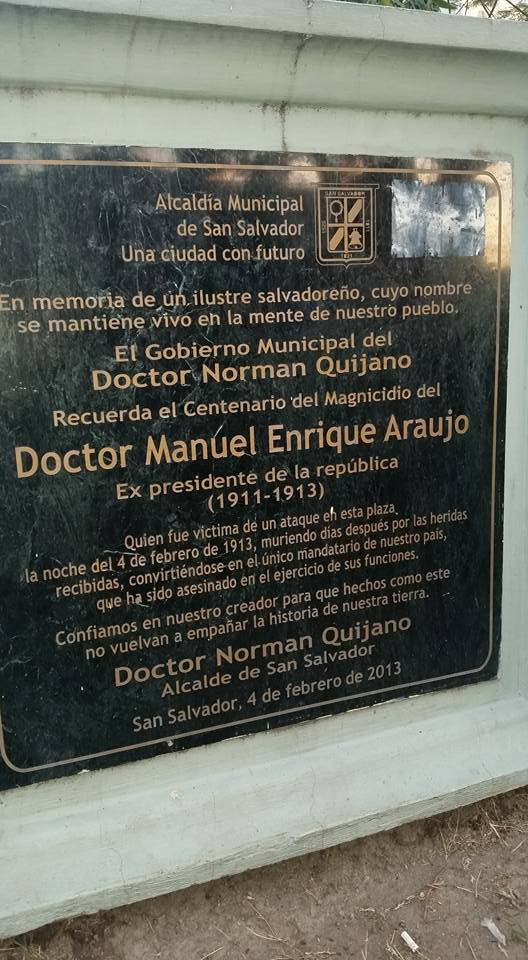
Plaque commémorative pour le centenaire de l'assassinat.

## Hommages
En 1955, l'école de guerre est renommée « École de guerre Manuel Enrique Araujo ». De même, l’une des rues principales de San Salvador est nommée « Alameda Manuel Enrique Araujo », donnant sur la place Salvador del Mundo. Le Monumento al Divino Salvador del Mundo, symbole du Salvador, est orné d'une statue de Jésus Christ auparavant posée sur la tombe d'Araujo, jusqu'à ce que sa famille en fasse don à l'église en 1942.
Pour marquer le centenaire de l'assassinat, le maire de San Salvador, Norman Quijano, a placé le 4 février 2013 la réplique du banc sur lequel le président avait été blessé sur la Plaza Gerardo Barrios, accompagné d'une plaque commémorative. Le banc original est exposé au Palais national du Salvador. De plus, la pièce El magnicidio del siglo XX a été créée au Théâtre national de San Salvador, en son hommage. Le roman de l'écrivain salvadorien C. Gerardo Perla nommé El sabor de lo heroico, publié en décembre 2012, relate l'assassinat du président Araujo.